# 毗俱胝觀音
毘俱胝菩薩（羅馬化：Bhrukuṭi），又名毘俱胝觀音、顰眉觀音，為觀世音菩薩化現的女相和眷屬。

## 梵名意義
她的梵名Bhrukuṭi為瞋目、忿像、額上皺纹的意思。
在宋朝法天所譯《毘俱胝菩薩一百八名經》中毘俱胝觀音又名為「妙法總持母(sad-dharma-dhāraṇī )」、
「佛母(buddha-mātā)」、「紅蓮火母(Padma-aṅgī )」、「自在母或名暴惡母(Raudrī)」。

## 形象
|                          | 毘俱胝天女，毘俱胝，周言瞋目。 |
| ——《不空羂索心咒王經》下 |                                |

|                  | 觀音左邊置聖者毘俱胝，其身四手，右邊一手垂數珠鬘，一手作施願印，左邊一手持蓮華，一手持軍持。面有三目，如摩醯首羅像，首戴髮冠，如毘盧遮那髮髻冠形。 |
| ——《大日經疏》五 | |

## 註腳
1. ↑  《不空罥索心咒王經》下曰：「毘俱胝天女，毘俱胝(Bhrukuṭi)，周言瞋目。」
2. ↑  《蘇婆呼經》下曰：「苾唎俱胝(Bhrukuṭi)此云忿像也。」
3. ↑  《大日經疏》解釋她的名字由來:『佛大會中，時諸金剛現大可畏降伏之狀，狀如無有能伏之者。時觀音額皺中現此菩薩，西方謂額上皺文為毘俱胝，如今人忿時額上有皺也。 此菩薩現身作大忿怒之狀，時諸金剛皆有怖心，入金剛藏身中。 時彼毘俱胝進至執金剛藏前，時彼亦大怖畏，入如來座下而言：「願佛護我」。
時佛謂彼毘俱胝言：「姊汝住」。 時毘俱胝即住已白佛「唯佛所教敕，我當奉行。」爾時諸金剛怖畏亦除，皆大歡喜而作是言「此大悲者，而能現此大力威猛，甚希有也!」』
4. ↑  Raudrī為Rudra(Śiva)=Raudra之陰性名詞譯名暴悪天母，等同大自在天之妃Māheśvarī而譯名自在女。